# Dirk Chivers
Dirk Chivers was een Nederlands piraat. Hij was actief in de jaren 1690 in de Rode Zee en in de Indische Oceaan. Hij viel vooral Engelse doelen aan.

## Biografie
Het eerste dat we van hem weten, is dat hij in het begin van 1694 aan boord van de Portsmouth Adventure werkte. Dat was een kaperschip onder leiding van kapitein Joseph Farrell. Zij vertrokken vanaf Rhode Island, dat toen nog Brits gebied was, naar de Rode Zee. Rond juni 1695 kaapten kapitein Farrell en Henry Every twee schepen. Op de terugreis naar Rhodes Island, liep het schip aan de grond op Mayotte. Kapitein Farrell en enkele anderen gingen verder op het schip van Every. Chivers en enkele anderen besloten achter te blijven op Mayotte.
Aan het eind van het jaar werd Chivers door kapitein Robert Glover uitgekozen om te dienen op de Resolution, een schip met 28 kanonnen. Na een paar maanden op de Rode Zee deed Chivers mee aan een muiterij. Ze wisten de kapitein en 24 van zijn volgelingen te overmeesteren. Ze zetten hen op het Arabische schip Rajapura dat ze kort geleden in handen hadden gekregen. Chivers werd door de muiters tot nieuwe kapitein gekozen. Hij veranderde de naam van het schip in Soldado. In het volgende jaar haalden ze belangrijke buit binnen. Daarna besloot Chivers te gaan samenwerken met de kaper John Hoar.
Samen kaapten zij twee schepen van de Oost-Indische Compagnie. De Britse gouverneur van Aden weigerde echter losgeld voor de schepen te betalen. Daarop staken zij de schepen in brand. Volgens de overlevering naaiden de piraten de mond van de gevangengenomen kapitein Sawbridge dicht, omdat hij telkens zeurde.
In november 1696 zeilden Chivers en Hoar de haven van Calcutta binnen met vier gevangengenomen schepen. Zij vroegen hiervoor een losgeld van 10.000 pond. Zij stuurden hiertoe een bericht naar de gouverneur met de woorden:

Wij erkennen geen enkel land, omdat we ons eigen land verkocht hebben, en daar we zeker zullen worden opgehangen als we gevangen worden, zullen we geen scrupules hebben om te moorden en te vernietigen als onze eisen niet volledig ingewilligd worden.

De gouverneur van Calcutta gaf geen gehoor aan hun eisen. Hij stuurde tien schepen achter hen aan. Toen deze in de haven verschenen, vluchtten Chivers en Hoar zonder de schepen die ze ingenomen hadden. Zij gingen naar Saint Mary's Island om daar reparaties uit te voeren. Zij kwamen aan in de zomer van 1697. Daar gingen Chivers en Hoar uiteen, omdat de laatste naar de Rode Zee vertrok.
In april 1698 nam Chivers het Engelse schip de Sedgwick in. Hij sloot een akkoord met de kapitein, dat deze zijn schip mocht houden als hij de piraten van voldoende rum voorzag.
In september van dat jaar begon Chivers samen te werken met Nathaniel North en Robert Culliford. Deze laatste had juist de samenwerking met William Kidd verbroken. Samen kaapten zij de Great Mohammed, met 130.000 pond aan boord. Dit schip doopten zij om in New Soldado of Soldado II'. Daarna keerden zij terug naar Saint Mary's Island.
In september 1699 verschenen er vier Engelse oorlogsschepen. Daarop was Chivers gedwongen om de New Soldado tot zinken te brengen om de ingang van de haven van Saint Mary's Eiland te blokkeren. De piraten verloren de strijd. Daarop kregen zij een koninklijk pardon aangeboden. Hierop werden Chivers en Culivord op het koopvaardijschip Vine naar Nederland verscheept.